# سوزن

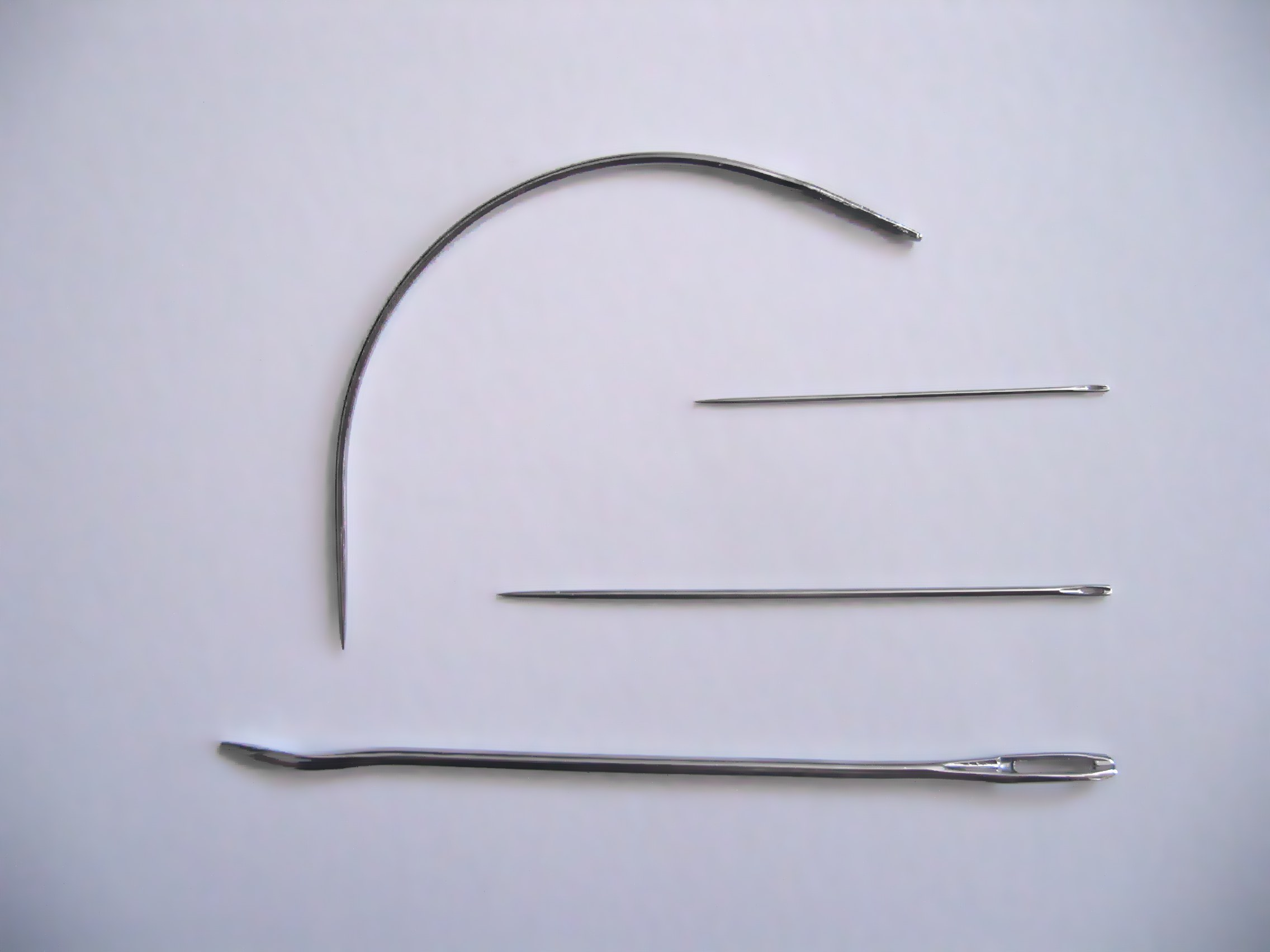
انواع سوزن‌های دوزندگی

سوزَن گونه‌ای ابزار است که به صورت میله کوچک و باریکی از پولاد ساخته شده. سوزن‌های اولیه از استخوان یا چوب ساخته می‌شدند. از سوزن برای کارهای گوناگون استفاده می‌شود. همچنین سوزن از پلاستیک هم ساخته می‌شود.

## تاریخچه
تاریخچه سوزن به هزاران سال پیش برمی گردد و نقش بسزایی در جنبه‌های مختلف تمدن بشری ایفا می‌کند. سوزن‌ها در ابتدا از استخوان، چوب یا صدف ساخته می‌شدند و هدف اصلی آن دوخت و بافندگی بود. با گذشت زمان، آنها از نظر مواد، طراحی و کاربرد تکامل یافته‌اند.
۱. تمدن‌های باستانی: اولین سوزن‌های کشف شده در مصر کنونی پیدا شده‌اند و قدمت آن به حدود ۳۰۰۰۰ سال قبل از میلاد می‌رسد. از این سوزن‌های استخوانی برای دوختن پوست حیوانات برای ایجاد لباس و سرپناه استفاده می‌شد. سوزن‌های مشابهی در تمدن‌های باستانی دیگر، مانند تمدن دره سند (حدود ۲۶۰۰ سال قبل از میلاد) و سلسله هان چین (حدود ۲۰۶ قبل از میلاد تا ۲۲۰ پس از میلاد) یافت شده‌است.
۲. عصر آهن: با ظهور عصر آهن (حدود ۱۲۰۰ سال قبل از میلاد)، سوزن‌ها از آهن، برنز و مس ساخته شد و باعث دوام و کارایی آنها شد. رومی‌ها و یونانی‌ها از این سوزن‌ها برای خیاطی و گلدوزی استفاده می‌کردند.
1. قرون وسطی: در قرون وسطی، سوزن‌ها عمدتاً از فولاد ساخته می‌شدند و برای مصارف مختلفی از جمله تولید لباس، لباس نظامی و حتی در تولید زره استفاده می‌شدند.
2. قرن شانزدهم: اختراع چرخ خیاطی در قرن شانزدهم منجر به توسعه سوزن‌های تخصصی برای انواع مختلف پارچه و تکنیک‌های دوخت شد.

۵. قرن ۱۸: انقلاب صنعتی باعث تولید انبوه سوزن‌ها شد و آنها را برای عموم مردم در دسترس و مقرون به صرفه تر کرد.
۶. قرن نوزدهم: در سال ۱۸۵۱، الیاس هاو سوزن خیاطی نوک تیز را اختراع کرد که به‌طور قابل توجهی کارایی چرخ خیاطی را بهبود بخشید. امروزه نیز از این طرح در بیشتر سوزن‌های خیاطی استفاده می‌شود.
1. قرن بیستم: قرن بیستم شاهد معرفی انواع سوزن برای اهداف تخصصی مانند گلدوزی، لحاف کاری و دوخت متقابل بود.
2. قرن بیست و یکم: امروزه سوزن‌ها با پیشرفت در فناوری، مواد و طراحی به تکامل خود ادامه می‌دهند و طیف وسیعی از نیازهای خیاطی و صنایع دستی را برآورده می‌کنند.

به‌طور خلاصه، تاریخچه سوزن هزاران سال را در بر می‌گیرد و از ابزارهای ساده استخوانی به سوزن‌های تخصصی که امروزه برای اهداف مختلف از جمله خیاطی، گلدوزی و صنایع دستی استفاده می‌کنیم، تکامل یافته‌است.

## سوزن دوزندگی

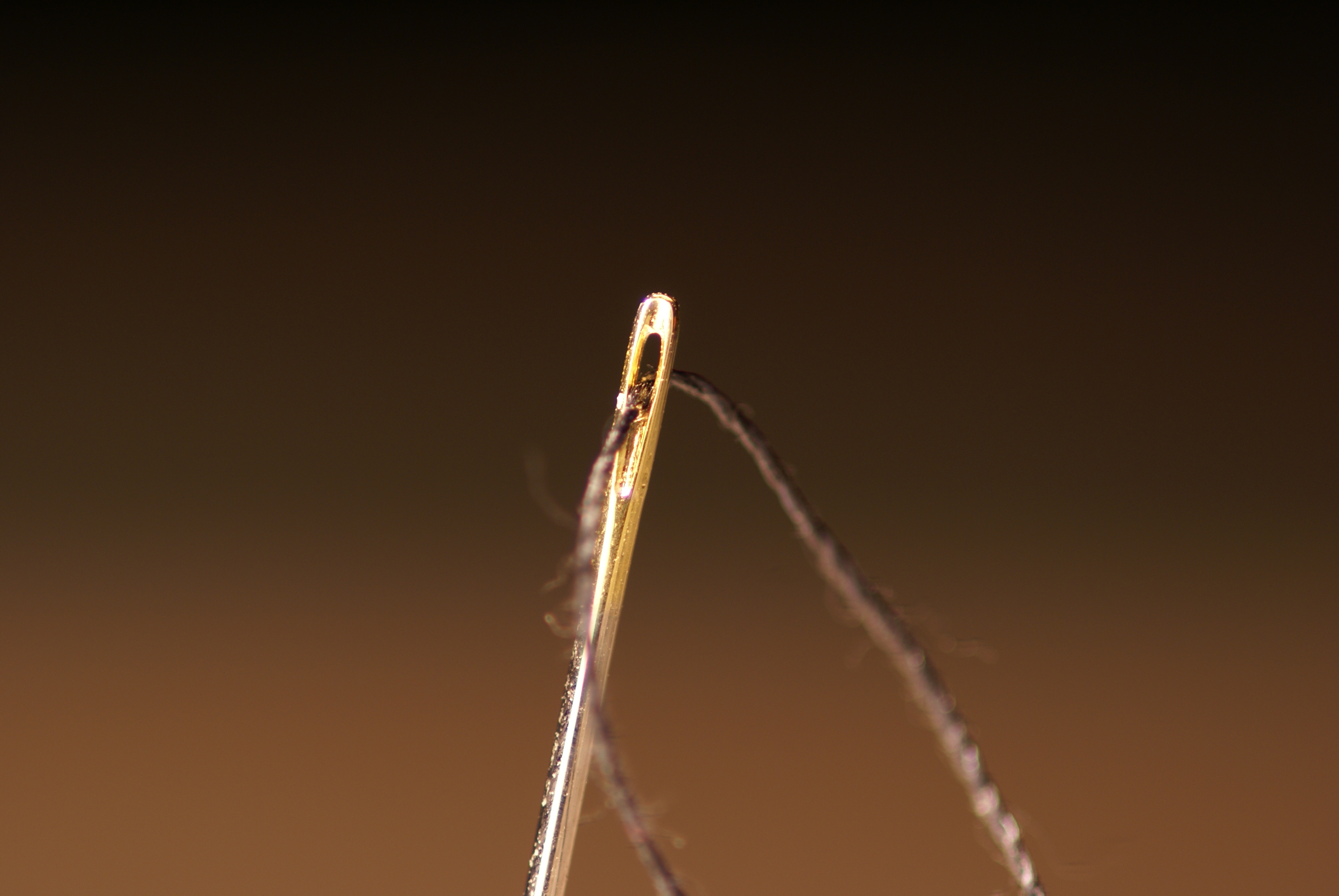
سوراخ سوزن شماره ۵

سوزن دوزندگی یا سوزن خیاطی معمولاً برای پیوند دادن تکه‌های جامه، پارچه، چرم با برزنت به هم بکار می‌رود. سوزن‌ها همچنین برای زیور و تزئین اجسام بکار می‌روند. کار تزئینی با سوزن، سوزندوزی نام دارد. سوزندوزی یکی از شاخه‌های رودوزی است. یک سر سوزن دوزندگی آن تیز است و سر دیگر آن معمولاً دارای یک سوراخ باز و کشیده‌است که ته سوزن یا «چشم سوزن» نامیده می‌شود. درازای ته سوزن معمولاً میان ۲ تا ۱۰ میلی‌متر است ولی ضخامت یک سوزن دوزندگی معمولاً بیشتر از ۲ میلی‌متر نیست.
رد کردن نخ از چشم سوزن را «سوزن نخ کردن» می‌نامند. رد کردن موقت نخ از لای پارچه به‌وسیله سوزن را «کوک زدن» می‌نامند.
کیف کوچکی که برای نگهداری سوزن و نخ‌های رنگی بکار می‌رود «کیفچه سوزن‌نخ» نام دارد. جعبه‌های کوچکی هم به همین منظور بکار می‌روند به نام «جعبه سوزن‌نخ».
در قدیم به دوزندگان در بازار «سوزنگر» گفته می‌شد.
انواع مدرن از سیم فولادی پر کربن ساخته می شوند و برای مقاومت در برابر خوردگی با روکش نیکل یا طلای 18 عیار یا 18k ساخته شده اند. سوزن های گلدوزی با بالاترین کیفیت با دو سوم آلیاژ پلاتین و یک سوم آلیاژ تیتانیوم اندود می شوند.

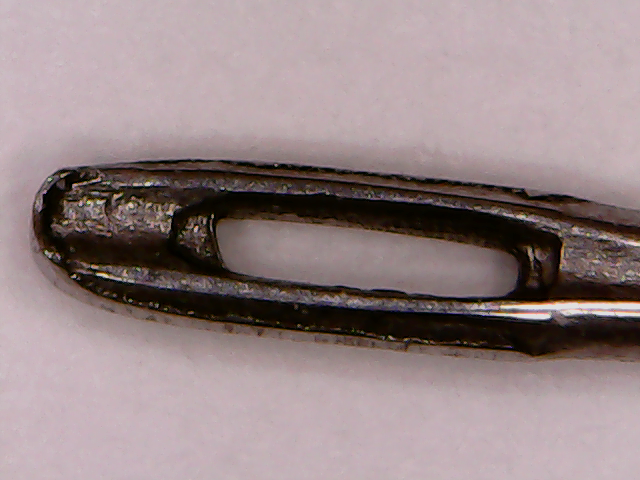
ته سوزن خیاطی زیر میکروسکوپ
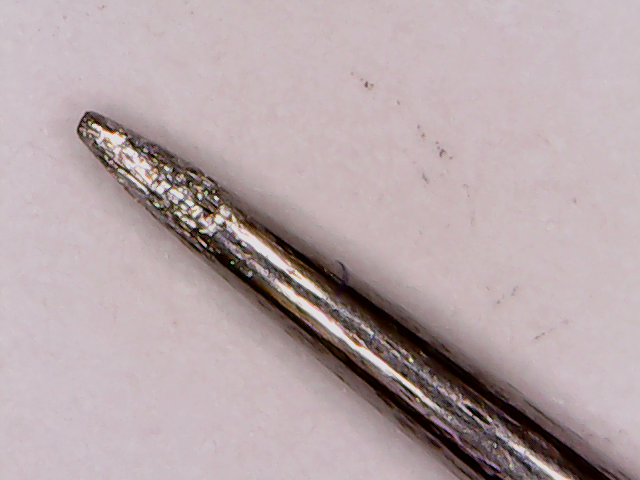
نوک سوزن خیاطی زیر میکروسکوپ
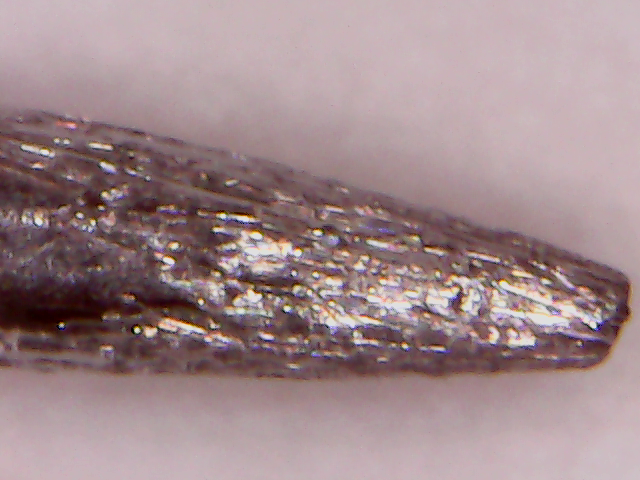
نوک سوزن خیاطی زیر میکروسکوپ
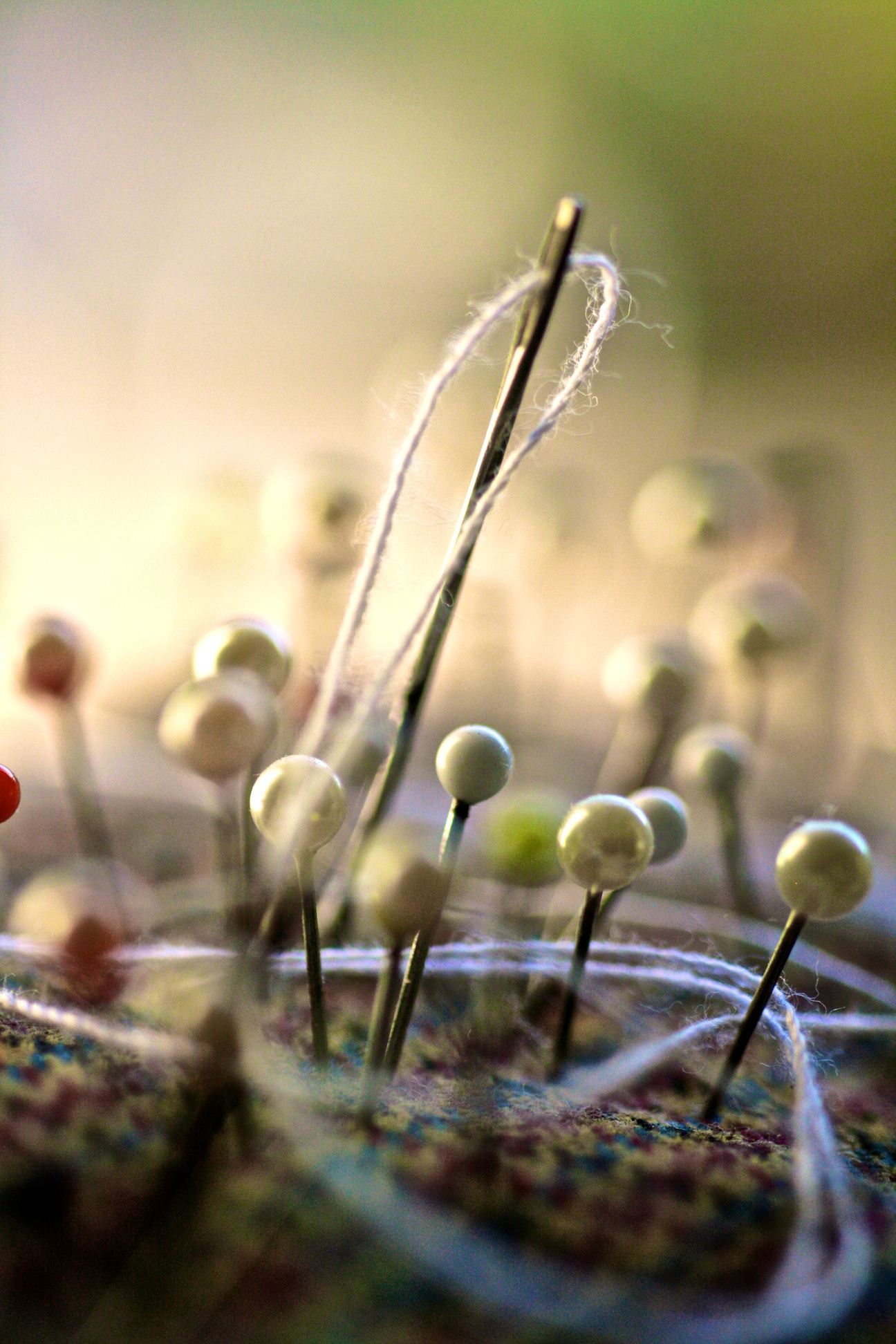
سوزن خیاطی
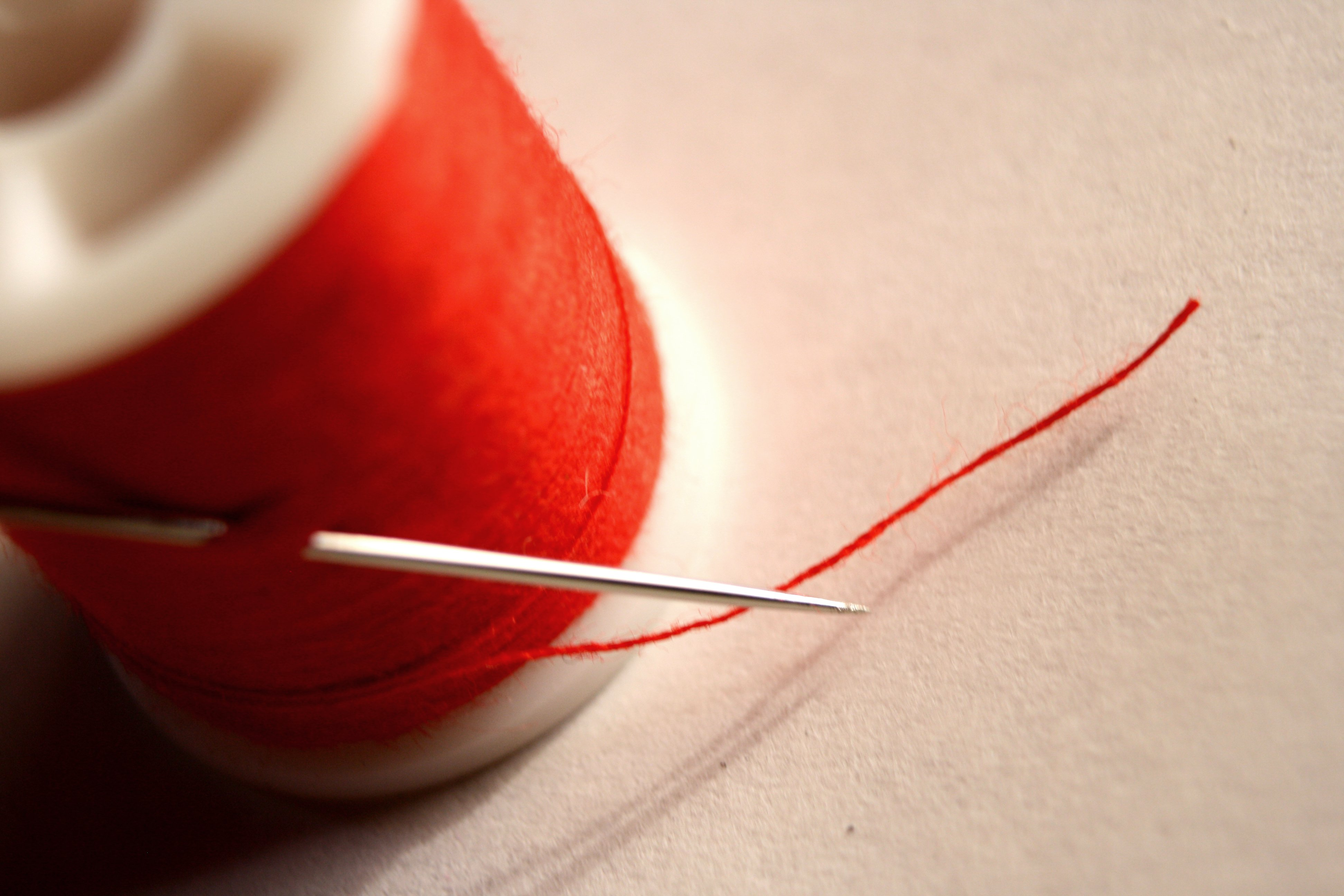
سوزن نخ
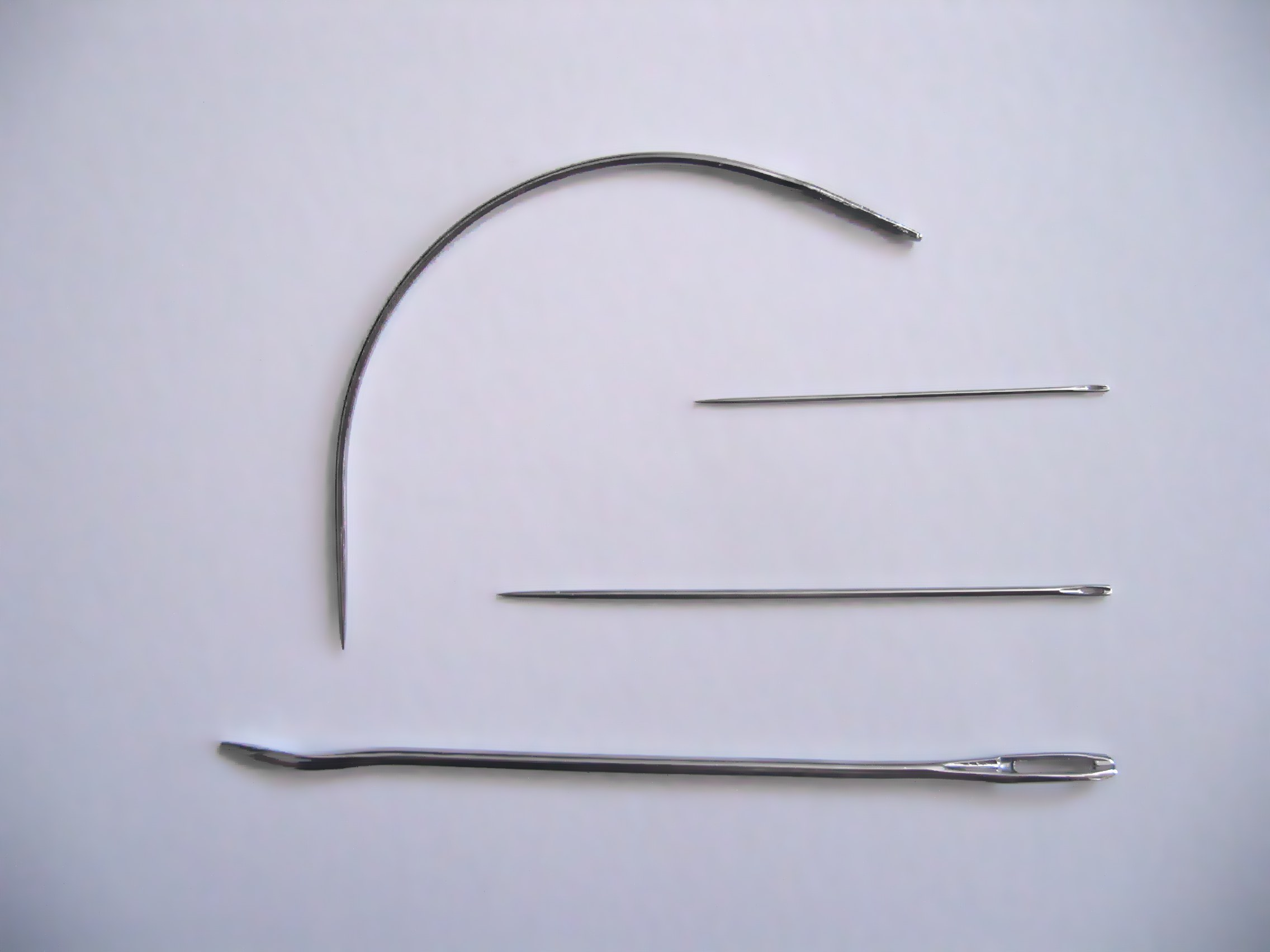
انواع سوزن خیاطی

## انواع دیگر سوزن
- جوالدوز سوزنی‌ست ضخیم که از آن برای دوختن پارچه‌های ضخیم، گونی و پالان و جوال استفاده می‌شود. جوال همانند گونی بزرگی است که چهارگوش و بسیار ضخیم و بیشتر سفید رنگ است و برای انبار کردن آرد بکارگرفته می‌شده‌است.[۱]
- سوزن نخریسی
- سوزن ته گرد
- سوزن جوالدوز
- سوزن چرم‌دوزی
- سوزن جراحی
- سوزن منگنه (Agrafes staple)
- سوزن گرامافون
- سوزن مغناطیسی
- سوزن سرنگ (سوزن آمپول)
- سوزن راه‌آهن (مراقب دستگاه سوزن در راه‌آهن سوزن‌بان نام دارد)

## زبانزدهای ادبی با سوزن
- یک سوزن به خود زدن و یک جوالدوز به دیگران.
- سوزن بیندازی پائین نمی‌آید.
- یک سرسوزن حالی‌اش نیست.
- پیدا کردن سوزن در کاهدان
- گاهی از درب دروازه ردنمی شه، گاهی از سوراخ سوزن ردمی شه.